# Château de La Chapelle-Gauthier
Le château de La Chapelle-Gauthier est un château situé à La Chapelle-Gauthier, dans le département de Seine-et-Marne en région Île-de-France.

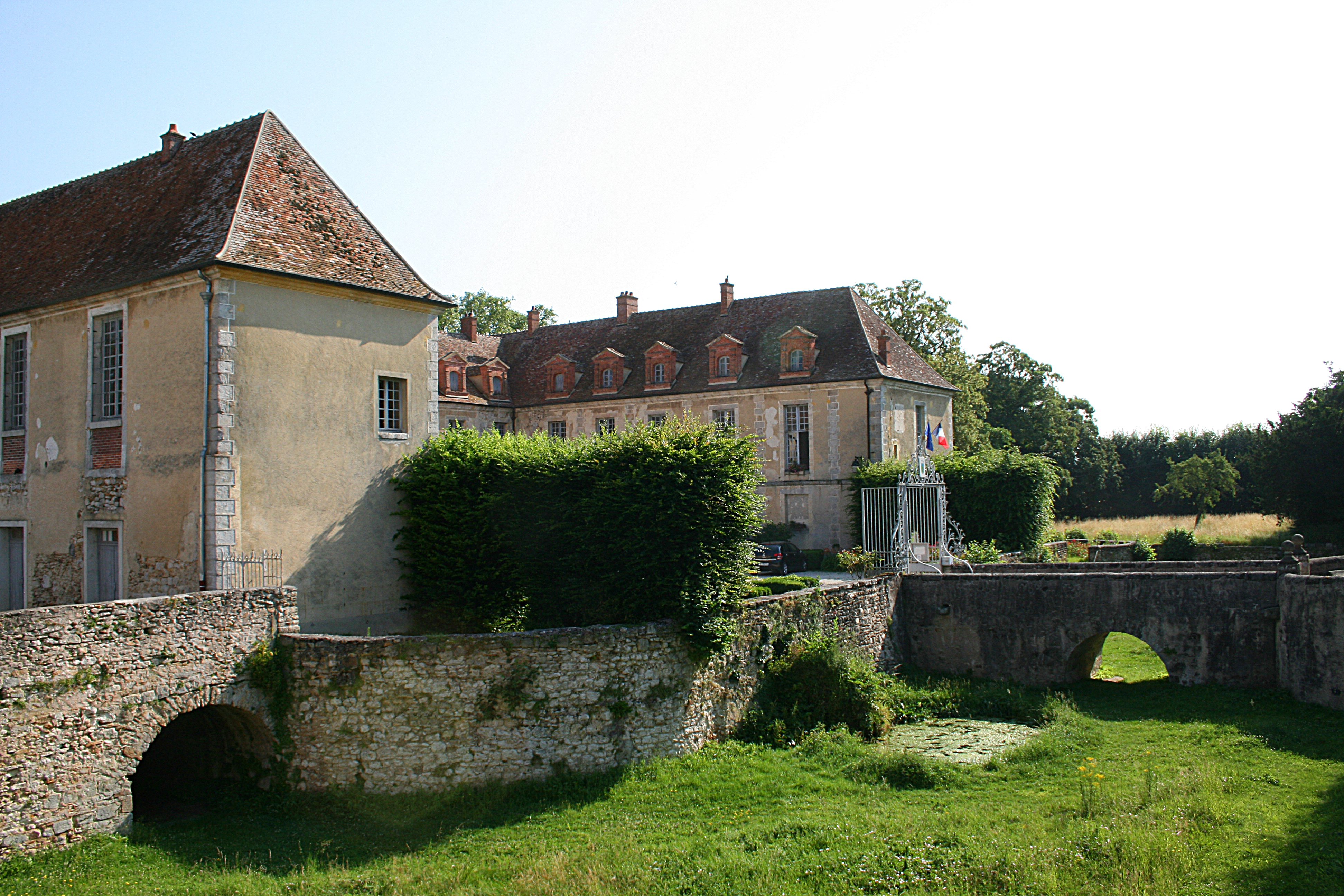
Le château (XIIIe siècle).

## Localisation
Il est situé entre Melun et Provins.

## Historique
Datant du XIIe siècle, le site acquis en 1400 est décrit dans l'acte comme : « le chasteau et maison seigneuriale ancien fort et bien logeable avec donjon ferme de murailles pont-levis, fossez et quatre tours aux quatre angles dont y en a une tombée ».
Le château appartient au XIVe siècle à Jean Juvénal des Ursins, prévôt des marchands de Paris.
Il est reconstruit après 1616 par Louis de Bourbon-Soissons, le prince de Condé.
Le château ; douves ; pont ; clôture ; toiture ; décor intérieur ; grille ; mur de soutènement font l'objet d'un classement au titre des monuments historiques depuis le 10 avril 1990.
Une partie du château est occupé par la mairie.
En tant que monument sélectionné par la mission d'identification du patrimoine immobilier en péril, il fait partie des projets prioritaires du loto du patrimoine.